# 柳江站
柳江站是位于广西壮族自治区柳州市柳江区拉堡镇新站路的一个铁路车站，有焦柳铁路经过该站，邮政编码545100。车站距离月山站1640公里，隶属南宁铁路局柳州车务段，是三等站。
车站建于1982年随焦柳铁路洛满——柳州区间建成而投用，和既有线路在柳州铁路枢纽内形成环形铁路。2016年，为缓解柳州站改造期间客运能力紧张的局面，南宁铁路局在本站与进德站之间增设一条联络线，并对本站的站房和站场相关设施进行改造，改造后的柳江站于2017年1月5日重新开通暌违12年的客运业务，接发黔桂线、焦柳线去往黎塘、南宁方向的旅客列车。由于本站原有的站名标志在规格形制上不符合现有的站牌标准，改造后的柳江站改挂中易隶书站名。